# Luis Pestarino
Luis Pestarino (1928. május 28. –) argentin nemzetközi labdarúgó-játékvezető.

## Pályafutása

### Nemzeti játékvezetés
A küldési gyakorlat szerint rendszeres partbírói tevékenységet is végzett. Működésének idején hazája addigi legjobb játékvezetőjének tartották. Dél-Amerikában profi játékvezetőként tevékenykedett. Az I. Liga játékvezetőjeként 1978-ban vonult vissza.

### Nemzetközi játékvezetés
Az Argentin labdarúgó-szövetség Játékvezető Bizottsága (JB) terjesztette fel nemzetközi játékvezetőnek, a Nemzetközi Labdarúgó-szövetség (FIFA) 1965-től tartotta nyilván bírói keretében. A FIFA JB központi nyelvei közül a spanyolt beszéli. Több nemzetek közötti válogatott és klubmérkőzést vezetett, vagy működő társának partbíróként segített. Az argentin nemzetközi játékvezetők rangsorában, a világbajnokság sorrendjében többedmagával az 1. helyet foglalja el 20 találkozó szolgálatával. Az aktív nemzetközi játékvezetéstől 1978-ban búcsúzott.

#### Labdarúgó-világbajnokság
Három világbajnoki döntőkhöz vezető úton Mexikóba a IX., az 1970-es labdarúgó-világbajnokságra, Nyugat-Németországba a X., az 1974-es labdarúgó-világbajnokságra , valamint Argentínába a XI., az 1978-as labdarúgó-világbajnokságra a FIFA JB játékvezetőként alkalmazta. Selejtező mérkőzéseket a CONMEBOL és a CONCACAF zónában vezetett. A FIFA JB elvárása szerint, ha nem vezetett, akkor partbíróként tevékenykedett. 1974-ben két csoportmérkőzésen és a második kör egyik selejtező találkozón volt partbíró. 1978-ban kifejezetten partbírói feladatok kapott. Két csoportselejtező mérkőzésen és az egyik második körös találkozón szolgált partbíróként. Világbajnokságon vezetett mérkőzéseinek száma: 1 + 6 (partbíró).

##### 1970-es labdarúgó-világbajnokság
| Időpont             | Helyszín                 | Mérkőzés típusa           | Mérkőzés          | Eredmény |
| ------------------- | ------------------------ | ------------------------- | ----------------- | -------- |
| 1969. augusztus 24. | Városi Stadion, Asunción | előselejtező (2. csoport) | Paraguay–Kolumbia | 2 – 1    |

##### 1974-es labdarúgó-világbajnokság

###### Selejtező mérkőzés
| Időpont          | Helyszín                  | Mérkőzés típusa           | Mérkőzés         | Eredmény |
| ---------------- | ------------------------- | ------------------------- | ---------------- | -------- |
| 1973. június 28. | Városi Stadion, Guayaquil | előselejtező (2. csoport) | Ecuador–Kolumbia | 1 – 1    |

###### Világbajnoki mérkőzés
| Időpont         | Helyszín                 | Mérkőzés típusa          | Mérkőzés               | Eredmény | Nézők száma |
| --------------- | ------------------------ | ------------------------ | ---------------------- | -------- | ----------- |
| 1974. július 3. | Rheinstadion, Düsseldorf | második kör (B. csoport) | Svédország–Jugoszlávia | 2 – 1    | 40 000      |

##### 1978-as labdarúgó-világbajnokság
| Időpont           | Helyszín                       | Mérkőzés típusa           | Mérkőzés          | Eredmény |
| ----------------- | ------------------------------ | ------------------------- | ----------------- | -------- |
| 1977. március 13. | Városi Stadion, Asunción       | selejtező (első csoport)  | Paraguay–Brazília | 0 – 1    |
| 1977. október 8.  | Estadio Tecnológico, Monterrey | döntő csoport             | Kanada–Salvador   | 2 – 1    |
| 1977. október 19. | Estadio Azteca, Mexikóváros    | előselejtező (4. csoport) | Mexikó–Guatemala  | 2 – 1    |

#### Olimpia
Az 1972. évi nyári olimpiai játékok labdarúgó tornájának mérkőzésein a FIFA JB bíróként foglalkoztatta.

##### 1972. évi nyári olimpiai játékok
| Időpont             | Helyszín                   | Mérkőzés típusa              | Mérkőzés           | Eredmény | Nézők száma |
| ------------------- | -------------------------- | ---------------------------- | ------------------ | -------- | ----------- |
| 1972. szeptember 1. | Városi Stadion, Regensburg | csoportmérkőzés (B. csoport) | Szovjetunió–Mexikó | 4 – 1    | 8000        |
| 1972. szeptember 6. | Olimpiai Stadion, München  | középdöntők                  | Magyarország–NSZK  | 4 – 1    | 70 000      |

#### Nemzetközi kupamérkőzések
Vezetett kupadöntők száma: 1.

##### Interkontinentális kupa
| Időpont            | Helyszín                  | Mérkőzés típusa     | Mérkőzés                      | Eredmény | Nézők száma |
| ------------------ | ------------------------- | ------------------- | ----------------------------- | -------- | ----------- |
| 1976. november 23. | Olimpiai Stadion, München | döntő első mérkőzés | FC Bayern München–Cruzeiro EC | 2 – 0    | 22 000      |

### Külső hivatkozások
- Luis Pestarino. World Referee. [2015. április 2-i dátummal az eredetiből archiválva]. (Hozzáférés: 2015. március 15.)
- Luis Pestarino. footballzz.com. (Hozzáférés: 2015. március 15.)
- Luis Pestarino. scoreshelf.com. [2015. április 2-i dátummal az eredetiből archiválva]. (Hozzáférés: 2015. március 15.)
- Luis Pestarino. eu-football.info. (Hozzáférés: 2015. március 15.)
- Luis Pestarino. weltfussball.de. (Hozzáférés: 2015. március 15.)
- Luis Pestarino. rsssf.com. (Hozzáférés: 2015. március 15.)

| Elődje: Carlos Robles | Interkontinentális kupa döntő 1976 | Utódja: Patrick Partridge |